# Cyrtopodion narynense
Cyrtopodion narynense este o specie de șopârle din genul Cyrtopodion, familia Gekkonidae, descrisă de Jerjomtschenko, Zarinenko și Panfilow 1999. Conform Catalogue of Life specia Cyrtopodion narynense nu are subspecii cunoscute.